# قنداق کردن

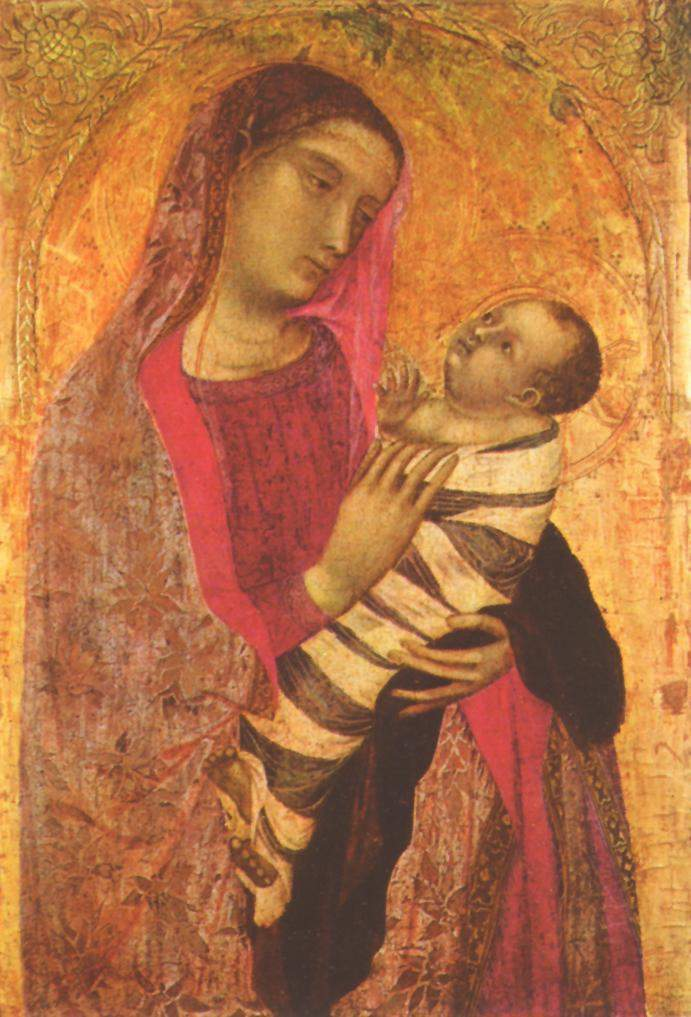
نوارهای قنداق در نقاشی قرن چهارده م.

قنداق کردن رسمی دیرینه به صورت پیچیدن شیرخوارگان در پتو یا پارچه‌های مشابه است تا از حرکت اعضای خارجی جلوگیری شود.
برخی نویسندگان بر آن اند که قنداق کردن دوباره دارد رایج می‌شود، گرچه بحث‌هایی دربارهٔ اثرات روانشناسانه و پزشکی آن در جریان است. برخی مطالعات پزشکی نشان می‌دهد قنداق کردن به نوزادان کمک می‌کند بخوابند و خواب بمانند و خوابیدن به پشت ریسک سندروم مرگ ناگهانی نوزاد(SIDS) را کم می‌کند 
 به هر روی مطالعات قطعی نیست و یک مطالعه دیگر نشان می‌دهد که قنداق کردن ریسک SIDS را زیاد می‌کند.